# Edwards Pillar
Edwards Pillar ist eine große Felssäule im ostantarktischen Mac-Robertson-Land. In den Prince Charles Mountains ragt sie an der Westflanke des Mount Stinear bis in eine Höhe von 2010 m auf.
Ein Vermessungsteam der Australian National Antarctic Research Expeditions zur Erkundung der Prince Charles Mountains errichtete hier 1971 eine Vermessungsstation. Das Antarctic Names Committee of Australia benannte die Felssäule im selben Jahr nach dem Geodäten Norman F. Edwards, einem Mitglied des Vermessungsteams.